# Verbandsgemeinde Konz
La comunidad administrativa de Konz (Verbandsgemeinde) está ubicada en el Distrito de Tréveris-Saarburg en Renania-Palatinado, Alemania. El área de Verbandsgemeinde se encuentra principalmente en la zona del Bajo Saare y del Alto Mosela y limita al noreste con la ciudad independiente de Tréveris y al oeste con el Gran Ducado de Luxemburgo.

## Municipios asociados
La lista contiene los escudos de armas, los nombres de los municipios, las áreas distritales, a modo de ejemplo las cifras de población de 1950, así como las cifras de población actuales:
| Municipio     | Área (km²) | Población (1950) | Población (31 de diciembre de 2019) |
| ------------- | ---------- | ---------------- | ----------------------------------- |
| Kanzem        | 4,29       | 481              | 641                                 |
| Konz (Ciudad) | 44,54      | 10.047           | 18.332                              |
| Nittel        | 16,98      | 1.476            | 2.565                               |
| Oberbillig    | 5,36       | 701              | 967                                 |
| Onsdorf       | 3,42       | 214              | 2.565                               |
| Pellingen     | 7,21       | 515              | 1.177                               |
| Tawern        | 10,08      | 1.584            | 2.565                               |
| Temmels       | 6,62       | 579              | 800                                 |
| Wasserliesch  | 7,59       | 1.521            | 2.215                               |
| Wawern        | 5,27       | 458              | 607                                 |
| Wellen        | 3,09       | 683              | 810                                 |
| Wiltingen     | 16,01      | 1.340            | 1.402                               |
| VG Konz       | 130,20     | 19.599           | 32.313                              |